# Stein (Pfreimd)
Stein (auch Stein an der Pfreimd, Stein unterm Berg, Stein am Berg) ist ein Dorf im nordwestlichen Landkreis Schwandorf (Oberpfalz). Das Dorf liegt im Tal des Flusses Pfreimd, etwa vier Kilometer nordöstlich der Stadt Pfreimd an der Staatsstraße 2157 von Pfreimd nach Trausnitz.

## Geschichte

### Die Herren von Stein
1118 lassen sich die Herren von Stein mit Udalricus de Steine urkundlich nachweisen. Dieses Geschlecht lässt sich bis in das 16. Jahrhundert auf Stein belegen. Die Veste Stein gehörte wahrscheinlich seit dem 12. Jahrhundert zum Besitz der Leuchtenberger, war aber seit dem 14. Jahrhundert ein eigenes Lehen. Am 28. Januar 1366 wurde Ulrich II. von Leuchtenberg neben anderen Besitzungen auch die halbe Veste Stein zugesprochen. Ulrichs Sohn Albrecht von Leuchtenberg verkaufte am 20. März 1397 die Veste Stein mit dem dazugehörigen Besitz an die Brüder Jorg und Peter Steiner. Weyglein Stainer zum Stayn wird im ältesten Leuchtenberger Lehenbuch genannt. Er besaß die Veste Stein und all dessen das er czum Stain hat, und einen zehent über den hof czu Kneczendorf (Nachbarort Gnötzendorf) … . Das Adelsgeschlecht der Steiner ist mit Heinrich den Steiner in Schiltern nachweisbar. 1408 hatten Niklas Steiner und Hans Steiner fünf Höfe in Lückenrieth bei Leuchtenberg. In den Jahren 1417 bis 1432 erscheint immer wieder Mathes Steiner zu dem Stein in den Unterlagen. Am 4. April 1440 entschied Landgraf Johann von Leuchtenberg im Erbschaftsprozess um den Sitz zu Stein zugunsten von Dietrich Liechtenecker und Johann Kremnitzer von und auf Schloss Stein. Die Ansprüche von Hilpolt und Heinrich Steiner wurden abgewiesen. Die Steiner wurden aber nach Kremnitzers Tod wieder mit Stein belehnt. „Der in den Jahren 1493 bis 1510 wiederholt erwähnte Wilhelm vom Stein zum Rackenstein sah sich nach dem Tod seines Bruders Hans und dessen Gemahlin Ursula, geb. Pfreimder, gezwungen, seinen Sitz Stein zu verpfänden“. Wilhelm vom Stein zu Rackenstein hatte am 20. Februar 1497 alle in seinem Besitz befindlichen Meiler und Waldgrundstücke an Georg Mendel, dem Hammermeister von Diebrunn, verkauft.

### Die Herren von Prandt
Am 11. Februar 1524 veräußerte Mathes vom Stein die Veste Stein und alles was dazugehörte an Georg von Prandt. 1528 trennte sich Mathes vom Stein auch von seinen Gütern in Weihern, welche ebenfalls die Prandts erwarben. Die Familie Prandt hatte 1576 Hohentreswitz übernommen und war damit zu einem der mächtigsten Landsassengeschlechter im Amt Nabburg aufgestiegen. Aus einer 1595 erstellten Auflistung, der sogenannten Türkensteuerveranlagung geht hervor, dass „Stain am Berg“ 17 Untertanen hatte, die 13 Gulden, 32 Kreuzer und 3 Pfennige Abgaben für die Finanzierung der Türkenkriege zu leisten hatten. Im Jahre 1599 starb Veit Hans von Prandt ohne männliche Erben. Es folgten Erbstreitigkeiten, Hohentreswitz und Weihern wurden von den Prandts verkauft.

### Die Herren von Singer
Ab 1621 steht Johann Singer auf Stein zweifelsfrei fest. In den Wirren des Dreißigjährigen Krieges von 1618 bis 1648, der ein Konflikt um die Vorherrschaft im Heiligen Römischen Reich Deutscher Nation und in Europa und zugleich ein Religionskrieg war, stand Stein am Rande des Ruins. Der Krieg hatte 1621 die Oberpfalz erreicht, mit verheerenden Auswirkungen in wirtschaftlicher, gesellschaftlicher und kultureller Art. Das Amt Nabburg, zu dem die Hofmark Stein gehörte, war davon stark betroffen. So baten die Singerschen Erben im Jahre 1632 die Regierung in Amberg um Lebensmittel und Kleidung.

### Gobell, Schrenk und Kreuth
Nach dem Tode Hans Albrecht Singers kam Stein an Christian Gobell (auch Gobelli, Kobelli). Laut Beleihungsurkunde (=Reversbrief) vom 3. Januar 1650 wurde diesem das Schloss und die Hofmark Stein übertragen. 1657 verstarb Christian Gobell und sein Schwiegersohn Georg Karl von Schrenk übernahm das Gut. Max Christian von Schrenk, seine Witwe Maria Elisabeth Freifrau von Schrenk, geborene Ginger, folgten. 1740 ist Joseph August von Schrenk belegt, dem seine Witwe Maria Francisca folgte. Maria Francisca von Schrenk, in zweiter Ehe mit Johann Baptist Freiherrn von Albersdorf verheiratet, tauschte am 17. Januar 1750 die Hofmark Stein, Glaubendorf und Gröbmühle mit Besitzungen der Grafen von Kreuth (auch Kreith). Die Kreuther waren bereits im Besitz der im Amt Nabburg gelegenen Gutsherrschaften Guteneck, Weidenthal, Gleiritsch und Willhof.

### Korb, Podewils, Buttler und Duprel
Im Jahre 1755 verkauften Aloys Bonaventura Graf von Kreuth und dessen Frau Maria Franziska den Besitz auf Stein für 22000 Gulden an den Regierungsrat und Obmann der Judenschaft in Sulzbach, Joseph Ignati Corbinian von Korb und dessen Ehefrau Maria Catharina Francisca, geb. von Haan. 1762 kaufte Maria Anna Freifrau von Podewils das Gut Stein für 23500 Gulden. Deren Tochter Maria Eleonora von Podewils, erbte den unter Vormundschaft stehenden Besitz. Sie heiratete Graf Theobald Wenzel von Buttler. Entweder 1802 oder 1805, die Angaben sind nicht eindeutig, ging Stein an Johann Baptist von Duprel über.

## Burg Stein einst und jetzt
Die Burg Stein an der Pfreimd, auch Schloss Stein genannt, ist die Ruine einer Höhenburg. Die Anlage ist auf einem Felssporn oberhalb der Pfreimd errichtet worden. Innerhalb der Burgmauern befinden sich mehrere Gebäude, darunter auch das ehemalige Schloss; dieses ist ein zweigeschossiger und verputzter Satteldachbau, der im Kern aus dem 16. Jahrhundert stammt. Zu dieser denkmalgeschützten Anlage gehören auch das Hoftor und das ehemalige Torhaus. Im 18. Jahrhundert wurde die Burg größtenteils abgetragen und ein Neubau vorgenommen. Das heutige Schlösschen ist auf den Resten eines mittelalterlichen Bergfrieds erbaut. Erhalten sind zudem Teile der Burgmauer aus Bruchsteinmauerwerk.

## Sehenswürdigkeiten
- Reste der mittelalterlichen Burg Stein (in Privatbesitz)
- Schlosskirche St. Matthäus (18. Jahrhundert)

## Fotos

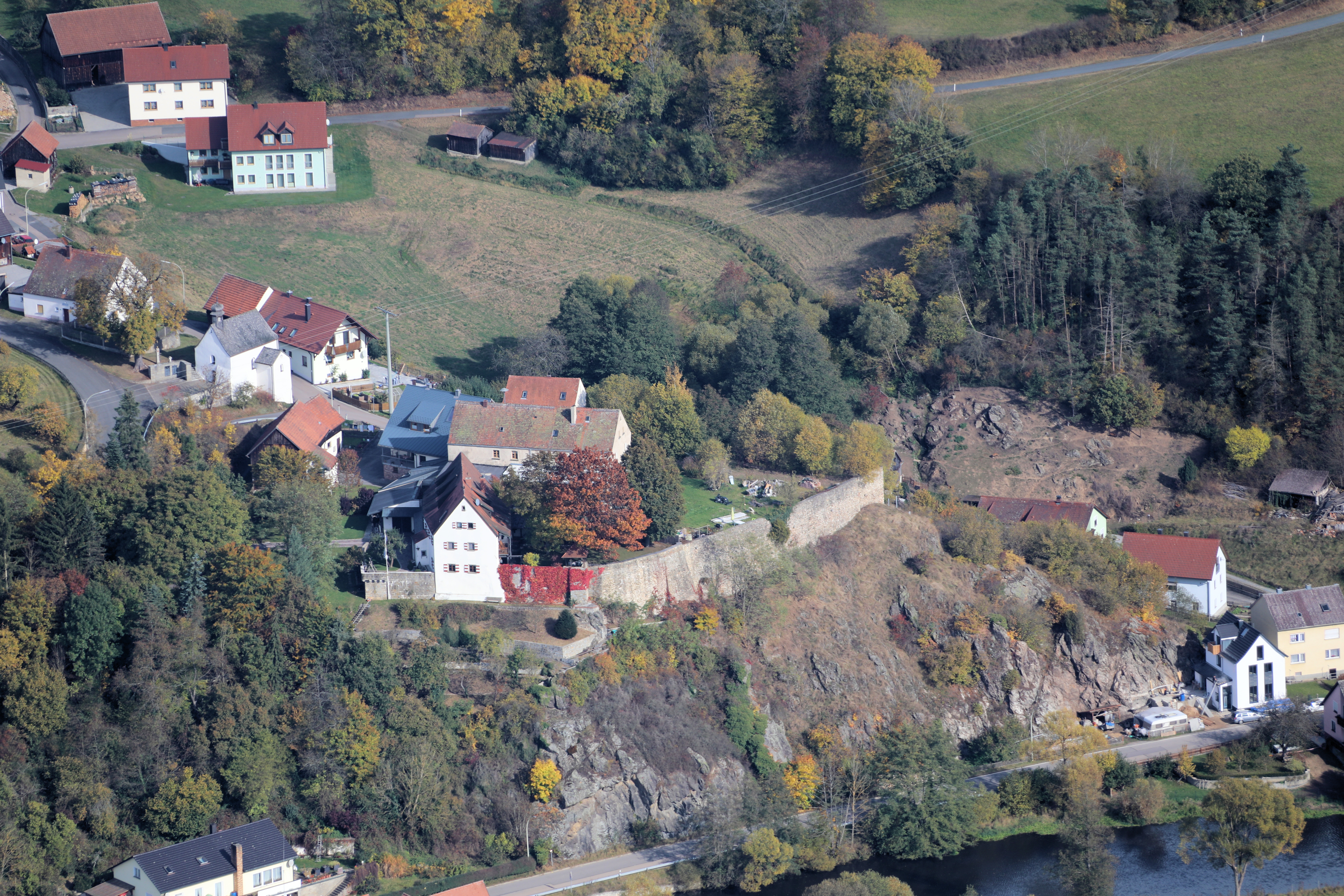
Burganlage Stein (2021)
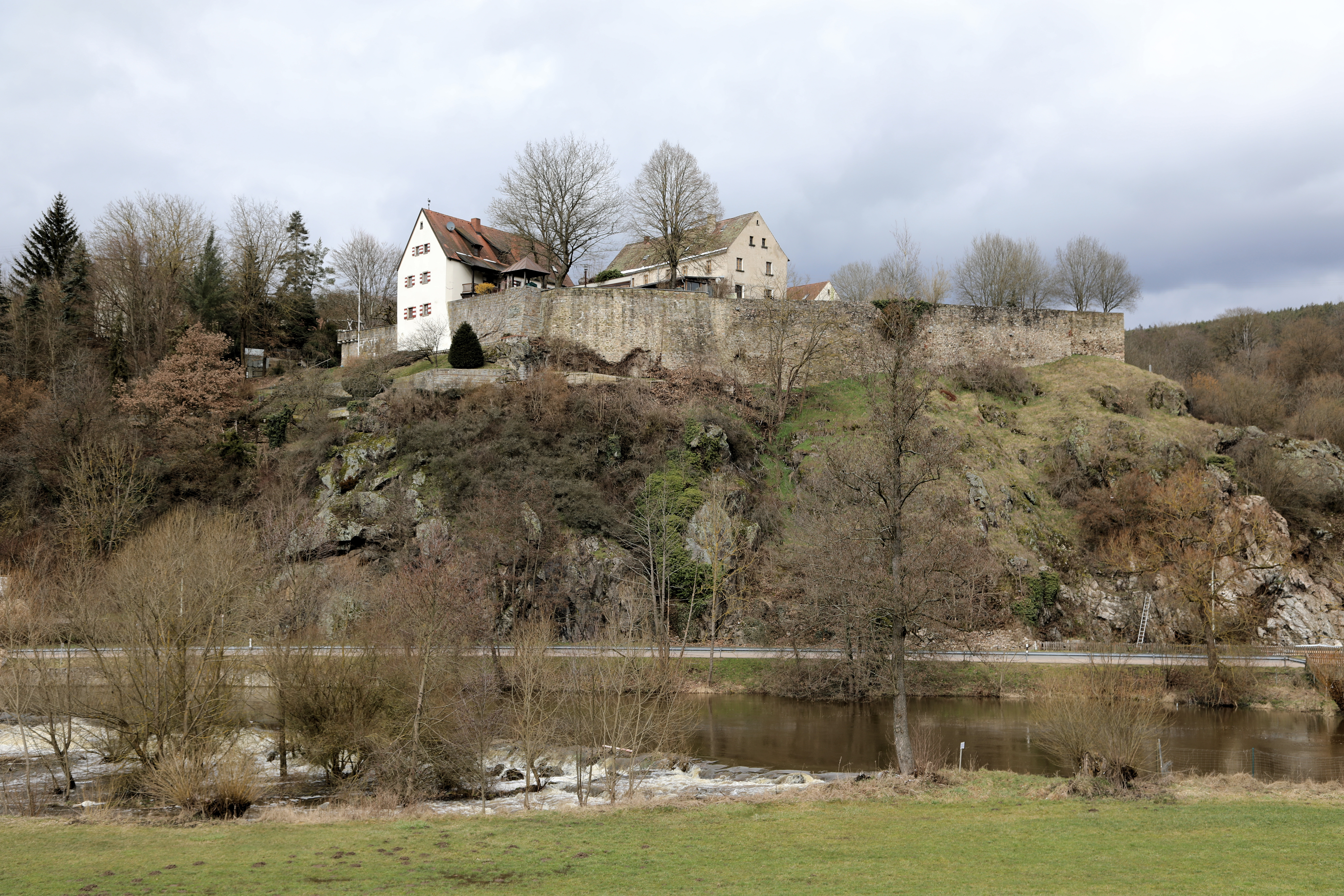
Burganlage Stein (2023)
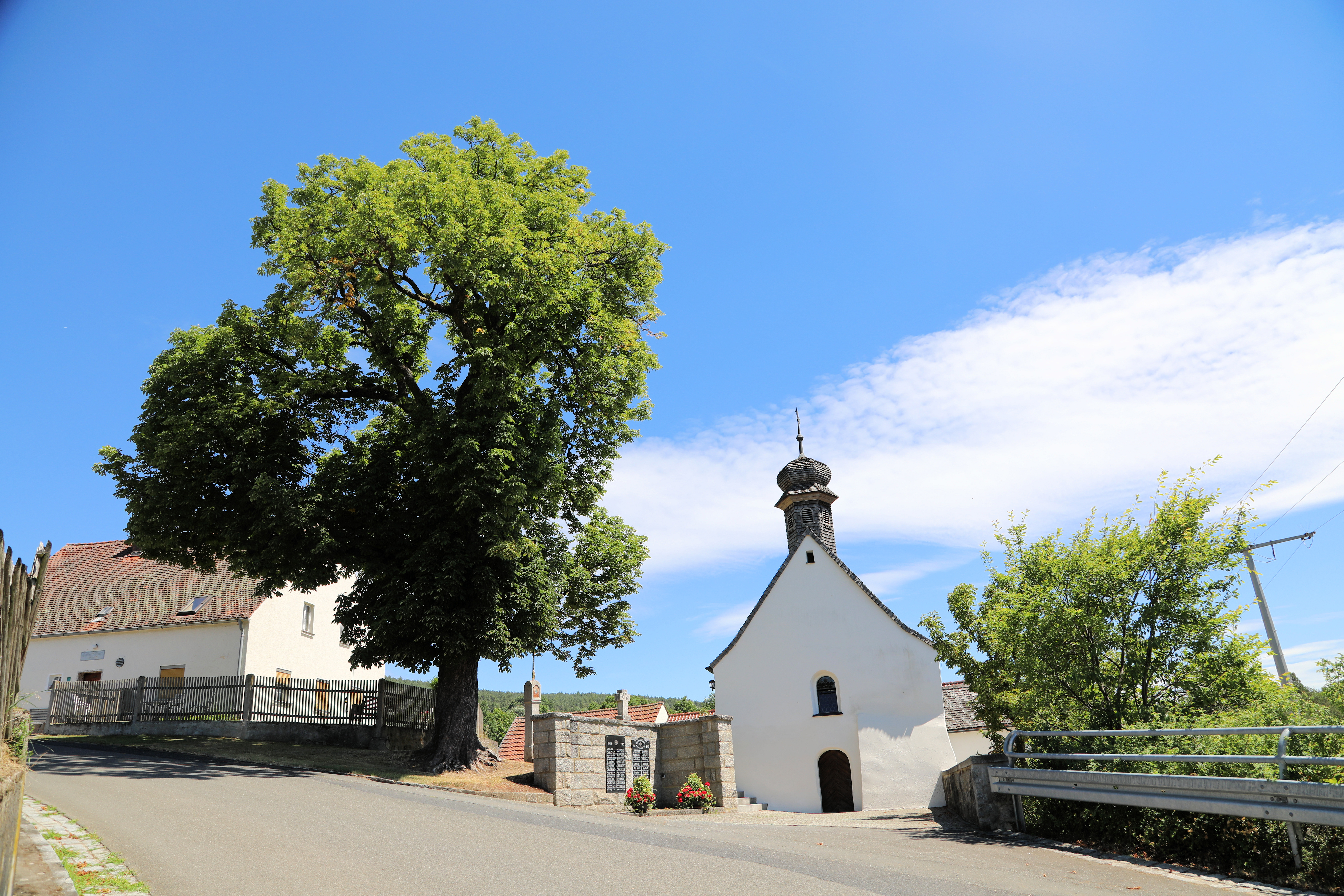
Schlosskirche St. Matthäus (2022)
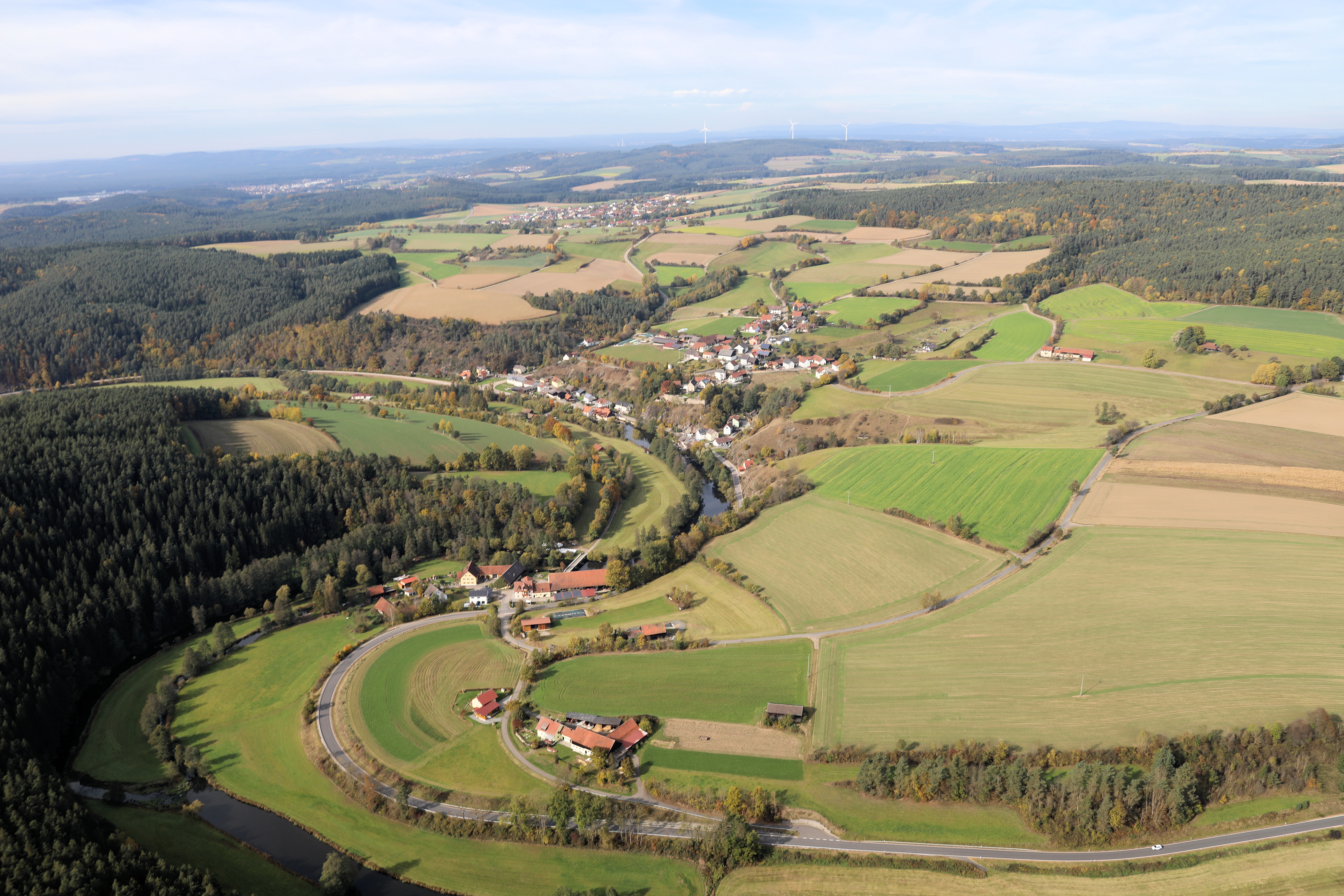
Gnötzendorf, Stein, Weihern (2021)
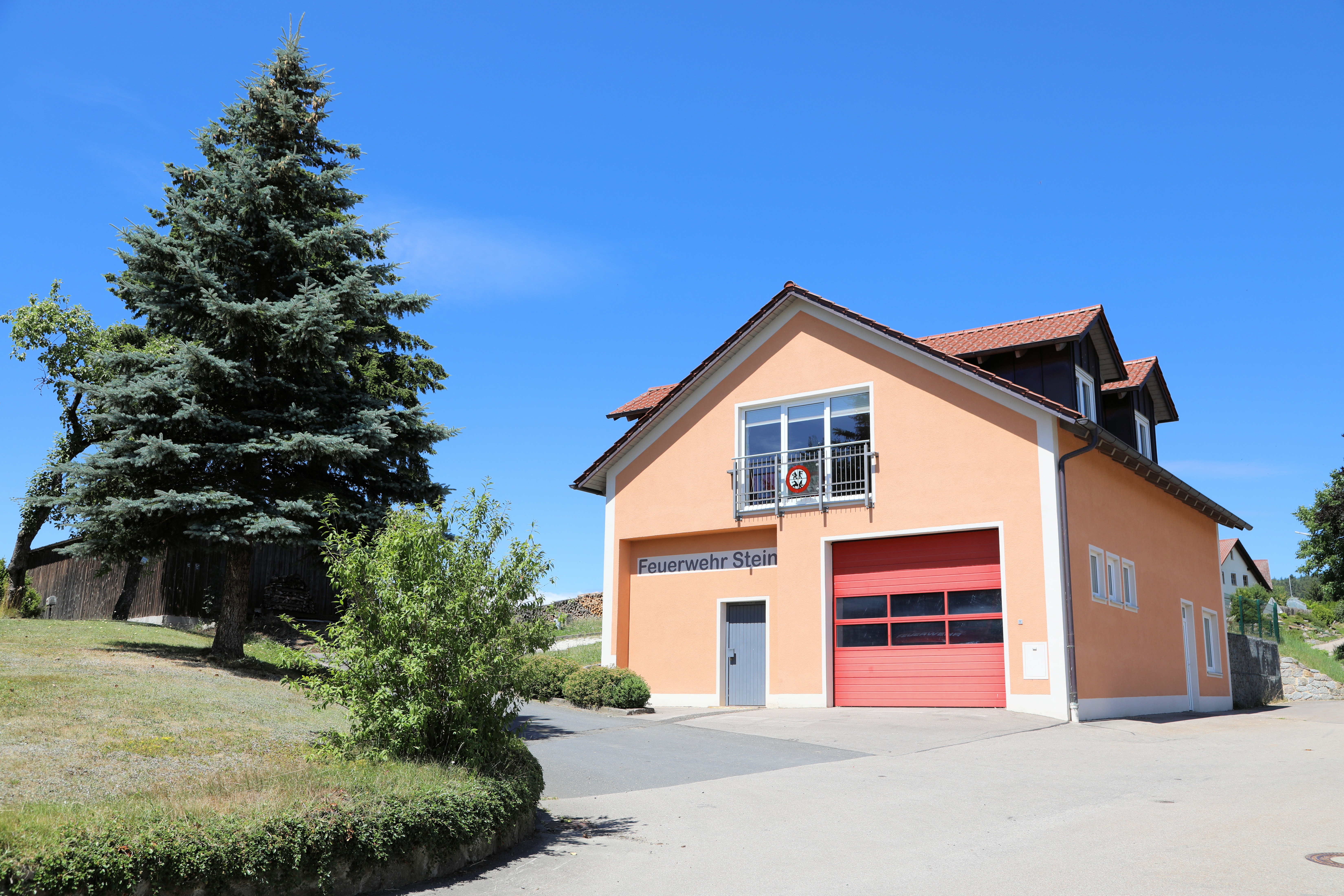
Feuerwehrhaus (2022)

## Steuerdistrikt und Gemeindebildung
Das Königreich Bayern wurde 1808 in 15 Kreise eingeteilt. Diese Kreise wurden nach französischem Vorbild nach Flüssen benannt (Naabkreis, Regenkreis, Unterdonaukreis usw.). Die Kreise gliederten sich in Landgerichtsbezirke. Die Bezirke wiederum sollten in einzelne Gemeindegebiete eingeteilt werden. 1811 wurde das Landgericht Nabburg in 58 Steuerdistrikte eingeteilt. Einer davon war Stein, bestehend aus den Dörfern Stein mit dem Schloss der verwitweten Freifrau von Duprel, Oberpfreimd, dem Weiler Gnötzendorf, der gutsherrlichen Waldung von Stein, der Pfreimderschlag genannt und der zum Gut Weihern gehörenden Waldung, Boden und Dobmaier Holz genannt. Der Distrikt zählte insgesamt 48 Häuser mit 339 Einwohnern. Im gleichen Jahr gab es im Landgericht Nabburg 22 Obmannschaften, was im heutigen Sinn einer Gemeinde entspricht. Zur Obmannschaft gehörten Hohentreswitz, Söllitz, Stein, Gnötzendorf, Oberpfreimd, Weihern, Rappenberg, Löffelsberg, Aspachmühle, Stelzlmühle und die „Stadt Pfreimd mit den unmittelbar ämtischen Untertanen“. Im Jahre 1819 lag eine Aufstellung der bestehenden Gemeinden im Landgericht Nabburg vor. Eine davon war die Gemeinde Stein, bestehend aus dem Dorf Stein mit 38 Familien und aus dem Weiler Gnötzendorf mit 4 Familien. 1828 lebten in Stein 49 Familien mit 208 Personen und im zur Gemeinde gehörigen Gnötzendorf vier Familien mit 23 Personen. Im Zuge der kommunalen Neuordnung Bayerns verlor Stein den Status einer eigenständigen Gemeinde und wurde am 1. Januar 1972, wie auch die Gemeinden Iffelsdorf und Weihern, in die Stadt Pfreimd eingegliedert.